# 타이바번
타이바번(베트남어: Thái Bá Vân, 1934년 1월 2일 ~ 1999년)은 베트남의 미술 평론가이다.

## 생애 및 활동
1934년 1월 2일 베트남 응에안성 도르엉현에서 태어났다. 1955년부터 1961년까지 체코슬로바키아의 프라하 카렐 대학교(University of Karlova)에서 미술을 전공하고 졸업했다.
1961년 유네스코에서 후원하고 국제조형예술협회 프랑스 위원회에서 주최한 파리 세계청년화가대회에 베트남 대표로 참가했고, 그 다음 해인 1962년에는 본국으로 돌아와 현재의 베트남 미술 학교(Vietnam University of Fine Arts)인 하노이 미술 학교(Hanoi College of Fine Arts)에서 1996년에 은퇴할 때까지 교수로 재직했다.
1985년에는 슬로바키아 과학 아카데미(Slovaki Academy of Sciences)와 브라티슬라바 미술대학(Bratislava University of Fine Arts)의 엘리트 인턴으로 초청되어 잠깐 다시 체코슬로바키아에 돌아가기도 했다. 1999년 사망했다.